# Reid Bryson
Reid Bryson (* 7. Juni 1920; † 11. Juni 2008) war ein US-amerikanischer Geologe und Meteorologe. Er war Professor an der University of Wisconsin–Madison. Bis 1941 hatte er Geologie an der Denison University studiert. Er wurde während des Krieges Soldat beim Air Weather Service und schied mit dem Dienstgrad Major aus. Er promovierte an der Universität von Chicago 1948 im Bereich Meteorologie. Bereits 1946 wurde er Dozent an der University of Wisconsin–Madison und stand ab 1948 dem Fachbereich Meteorologie vor, der zu den bedeutendsten Fachbereichen dieser Art in den USA anwuchs. Er gilt als Vater der wissenschaftlichen Meteorologie in den Vereinigten Staaten. 1970 wurde er erster Direktor des dortigen Instituts für Umweltstudien.

## Standpunkte
Reid Bryson gehörte zu den frühen und schärfsten Kritikern der – inzwischen überholten – altamerikanistischen Annahme, die Erstbesiedlung des Doppelkontinents sei am Ende der jüngsten Eiszeit von Sibirien aus via Beringia durch einen 'eisfreien Korridor' erfolgt, durch welchen Gruppen von Jägern und Sammlern zunächst nach Nordamerika vorgedrungen seien. Auf Grundlage der Ergebnisse seiner paläoklimatologischen Studien erklärte er, dieser Korridor könne erst lange nach der Ankunft der 'Ersten Amerikaner' entstanden sein. Auch sei Beringia zum Ende der Eiszeit lebensfeindlich und von „miserablen meteorologischen Bedingungen, niedrigeren Temperaturen und stärkeren Winden als jenen geprägt“ gewesen, „wie man sie selbst auf der Oberfläche der Eisdecke vorfand.“
In den 1970er Jahren vertrat Bryson die These, dass die kühlende Wirkung von Schwebstoffen aus Industrieemissionen und verstärkten Staubeinträgen aus der Landwirtschaft in die Atmosphäre die erwärmende Wirkung der menschlichen CO2-Emissionen überwiegen würde. Er befürchtete, dass es zu einer langfristigen Abkühlung des Klimas und damit einhergehend einer Nahrungsmittelknappheit kommen könnte. Als Lösung befürwortete er Sparsamkeit, die Menschheit sollte weniger fossile Brennstoffe einsetzen und auf Solarenergie umschwenken.

„Tatsächlich steigt sowohl die Menge der Schwebstoffe als auch die des Kohlenstoffdioxids in der Atmosphäre. Es ist nur so, dass der durch erstere verursachte kühlende Effekt schneller steigt als der durch letztere verursachte wärmende Effekt.“

Er glaubte, dass CO2 nur eine geringfügige Wirkung auf die globalen Temperaturen habe und gehörte zu den Skeptikern gegenüber der These von der menschengemachten Klimaerwärmung.

„Der ganze Streit ob die Temperatur rauf- oder runtergeht, ist absurd. Natürlich geht sie hoch – und zwar schon kurz nach 1800, vor der Industriellen Revolution, weil wir aus der kleinen Eiszeit kommen, und nicht, weil wir mehr Kohlendioxid in die Luft befördern.“

Der Wissenschaftshistoriker Rober Luke Naylor sieht die Bedeutung Brysons in der Wissenschaftsgeschichte des Klimawandels in seinem Einfluss, den er in den 1970er Jahren auf die politische Elite der USA ausgeübt hatte, zum Beispiel indem er den US-amerikanischen Außenminister Hubert Humphrey von dem „apokalyptischen Potential“ überzeugte, das Klimaveränderungen darstellen können. Dies hätte eine Vorahnung dessen gegeben, was später gekommen sei.

## Veröffentlichungen (Auswahl)
Bryson schrieb über 230 Artikel und 5 Bücher.
- Airmasses, Streamlines, and the Boreal Forest. 1966: Department of Mines and Technical Surveys, Geography Branch
- mit F. K. Hare: Climates of North America. 1974: Elsevier Scientific Pub. Co New York
- mit Thomas J. Murray: Climates of Hunger: Mankind and the World’s Changing Weather. 1977: University of Wisconsin Press
- A Perspective on Climatic Change. In: Science, Volume 184, Issue 4138, S. 753–760. Mai 1974.
- mit B. M. Goodman: Volcanic Activity and Climatic Changes Science, 1980

## Ehrungen
Bryson wurde 1990 mit dem Global 500 Award des VN Umweltprogramms ausgezeichnet.
Sein gemeinsam mit Thomas J. Murray verfasstes Buch Climates of Hunger erhielt 1978 den Banta Award – eine Auszeichnung der Wisconsin Library Association für Autoren aus Wisconsin – für dessen Beitrag sowohl zur Literatur als auch zur Ideenbildung.